# リオネッロ・スパーダ
リオネッロ・スパーダ（Leonello Spada、1576年 - 1622年5月17日）はバロック期のイタリア人画家。

## 略歴
ボローニャに生まれた。チェーザレ・バリョーニ(Cesare Baglioni)のもとに弟子入りし、ジローラモ・クルティ(Girolamo Curti)と協力し、ボローニャの天井画(quadratura)を描いたとされるが現存していない。サントゥアリオ・デッラ・サンタ・カーザのフレスコ画の競作に参加したが、ランカーリ(Cristoforo Roncalli）が製作した。
世界最初の美術アカデミー、Accademia degli Incamminati（ボローニャで1582年創設）の会員となり、1607年にボローニャの Pesca miracolosa のフレスコ画を描いた。1906年にローマに行き、その後、マルタを訪れ、その地に作品を残した、カラヴァッジオの絵の影響を受けた。この時期の作品がSan Giovanni Evangelistaが残されている。
1614年にボローニャに戻り、レッジョ・エミリアのTempio della Beata Vergine della Ghiaraに作品を残した。
1617年からパルマで働き、パルマ公、ラヌッチョ1世・ファルネーゼの宮廷画家として働いた。晩年の作品にはコレッジョの影響も見られる。